# Leopolis Jazz Fest
Das Leopolis Jazz Fest (bis 2017 Alfa Jazz Fest (Альфа Джаз Фест)) ist ein internationales Jazz-Festival, das seit 2011 jährlich in Lwiw (Ukraine) durchgeführt wird. Im „The Guardian“ findet sich das Alfa Jazz Fest 2016 in der Liste der besten europäischen Festivals.

## Festivalstruktur
Das Festival findet traditionell auf drei Bühnen statt:
- Die Hauptbühne des Festivals „Eddie Rosner“ ist im Park B. Chmelnytskyj
- Die Bühne auf dem Marktplatz, dem zentralen Platz in Lwiw
- Die Bühne in der Lwiwer Altstadt im Hof des Potocki-Palastes

Außer den Konzertauftritten werden auf dem Festival Jam-Sessions durchgeführt, teilweise auch Meisterklassen, Fotoausstellungen und Aufführungen von Jazzfilmen.

## Geschichte
Der Initiator des Festivals war Michail Fridman, der in Lwiw geboren wurde. Der Gründer und Titelsponsor des Festivals war bis 2017 die ihm gehörende Alfa-Bank Ukraine. 2017 wurde nach Wegfall dieses Geldgebers beschlossen, das Fest in Leopolis Jazz Fest umzubenennen (Leopolis ist ein altertümlich-latinisierender Name von Lemberg/Lwiw).
Nach der Umbenennung wurde die Leitung und Leitung des Festivals an das Organisationskomitee übertragen. Im Moment gehören alle Warenzeichen und Urheberrechte dem Organisationskomitee. Das Festival wird von einem Team von Managern geleitet.
Veranstalter des Festivals: NGO „LEOPOLIS JAZZ“. Am 18. September 2024 wurde die Gründung der juristischen Person der Nichtregierungsorganisation „LEOPOLIS JAZZ“ registriert. Die Haupttätigkeitsrichtung der Organisation ist die Entwicklung und Popularisierung der Jazzmusik in der Ukraine. Die Gründer der Organisation sind Vertreter des Festivalteams.
Ab 2012 wurde auf dem Galakonzert des Festivals in Lwiw die Preisträger des internationale Musikpreises „Alfa Jazz Fest Awards“ vorgestellt; der Preis wurde 2018 umbenannt. Der Preis wurde an Musiker für herausragende Beiträge zur Entwicklung der Jazz-Musik verliehen und soll die Musiker ehren und den Jazz popularisieren. Der Preisträger wurde von einer Jury ermittelt, zu der neben Musikkritikern Politiker, Journalisten und Unternehmer aus der ganzen Welt gehören.

### 2011
Das erste Alfa Jazz Festival wurde vom 3. bis 5. Juni 2011 durchgeführt. Zu den Headlinern gehörten:
- Spyro Gyra (USA)
- John Scofield (USA)
- Ron Carter (USA)
- Bill Evans Soulgrass (USA)
- Jeff Lorber Fusion Superband (USA)

### 2012
Vom 1. bis 3. Juni 2012 fand das zweite Alfa Jazz Fest statt. Er zählte bis zu 30.000 internationale Besucher. Zu den Headlinern gehörten:
- Kenny Garrett (USA)
- Richard Bona Band
- Cassandra Wilson (USA)
- John Patitucci Trio (USA)
- Gino Vannelli Band (Kanada)
- John McLaughlin (Vereinigtes Königreich)

2012 fand zum ersten Mal im Rahmen des Festivals die Verleihung des internationalen Musikpreises „Alfa Jazz Fest Awards – Eddie Rosner“ statt. Der erste Preisträger wurde der britische Jazzgitarrist John McLaughlin.

### 2013
Vom 13. bis 16. Juni 2013 wurde das internationale Festival zum dritten Mal abgehalten. Zu den Headlinern gehörten:
- Dirty Dozen Brass Band (USA)
- Avishai Cohen (Israel)
- Till Brönner (Deutschland)
- Al Di Meola (USA)
- Charlie Haden Quartet West (USA)

Die Verleihung des internationalen Musikpreises „Alfa Jazz Fest Awards“ fand am 15. Juni 2013 auf dem Galakonzert statt; Preisträger war der amerikanische Kontrabassist Charlie Haden.

### 2014
Das vierte Alfa Jazz fand zwischen dem 12. und 15. Juni 2014 in Lwiw statt.
Zu den Headlinern gehörten: Larry Carlton, Dee Dee Bridgewater, Eliane Elias, Miles Electric Band, Lucky Peterson, Charles Lloyd.
Mit dem Alfa Jazz Fest Awards 2014 wurde Charles Lloyd am 14. Juni 2014 ausgezeichnet.

### 2015
Das fünfte Alfa Jazz Festival wurde vom 25. bis 29. Juni 2015 durchgeführt. Musiker aus Deutschland, Österreich, den USA, Japan, Schweden, Kuba, Frankreich, Polen und der Ukraine traten vor tausenden Menschen auf.
Topacts waren Herbie Hancock, George Benson, Wayne Shorter, Mike Stern, Paquito D’Rivera sowie Hiromi aus Japan.
Der Gewinner des internationalen Musikpreises „Alfa Jazz Fest Awards“ war 2015 Herbie Hancock.

### 2016
Das Alfa Jazz Festival 2016 fand vom 24. bis 27. Juni statt. Zu den Headlinern gehörten:
- Pat Metheny (mit Antonio Sánchez, Linda Oh, Gwilym Simcock)
- Branford Marsalis Quartet mit Kurt Elling
- Arturo Sandoval
- Dianne Reeves (mit Peter Martin, Romero Lubambo, Reginald Veal, Terreon Gully)
- Michel Camilo
- Lars Danielsson

Der Preisträger des „Alfa Jazz Fest Awards“ 2016 wurde Pat Metheny.

### 2017
Von 23. bis 27. Juni 2017 fand in Lwiw das Festival zum siebten Mal statt. Teilnehmer waren unter anderem: Gordon Goodwin's Big Phat Band, Buika, Yellowjackets, China Moses, Gregory Porter, Chucho Valdés, das Trio Mare Nostrum (Paolo Fresu, Richard Galliano, Jan Lundgren), Herbie Hancock, Chick Corea Elektric Band, Avishai Cohen gemeinsam mit dem Akademischen Sinfonieorchester „INSO-Lviv“ und Tamara Lukasheva.
Der Gewinner des Musikpreises „Leopolis Jazz Fest Award“ 2017 wurde Chucho Valdés.

### 2018
Vom 27. Juni bis 1. Juli 2018 fand das achte Internationale Jazzfest unter dem neuen Namen Leopolis Jazz Fest statt. Während 5 Tagen traten 170 Musiker aus 16 Ländern auf drei Stadtbühnen auf.
Die Headliner waren: Charles Lloyd & the Marvels, Jamie Cullum, Robert Glaspers R+R=NOW (Reflect + Respond = Now), Lee Ritenour & Dave Grusin, Ahmad Jamal, Jacob Collier, Mario Biondi, Stefano Bollani - Napoli Trip und Marcus Miller sowie die Lars Danielsson Group Liberetto III & INSO-Lviv.
Der Träger des Internationalen Musikpreises, der nun als Leopolis Jazz Music Award firmierte, wurde 2018 Ahmad Jamal.

### 2019
Vom 26. bis 30. Juni 2019 fand die neunte Ausgabe des Festivals statt.
Unter den Headlinern des Leopolis Jazz Fest 2019 waren: Adrien Brandeis, Snarky Puppy, Étienne M’Bappé & the Prophets, Kenny Barron mit seinem Quintett, Jon Cleary & The Absolute Monster Gentlemen, Chick Corea & My Spanish Heart Band, Peter Cincotti, Lisa Stansfield, Diana Krall (mit Joe Lovano, Marc Ribot, Robert Hurst und Karriem Riggins) und Bobby McFerrin Gimme5 (circlesongs).
Der Träger des Internationalen Musikpreises Leopolis Jazz Music Awards wurde 2019 Kenny Barron.

### 2020
Die 10. Veranstaltung des Festivals war für den 25. bis 29. Juni 2020 geplant, wurde jedoch aufgrund der COVID-19-Pandemie in der Ukraine auf das Jahr 2021 verschoben. Der neue Termine für das Leopolis Jazz Fest ist für den 24. bis 28. Juni 2021 (Donnerstag bis Montag) geplant.

### 2021
Etwa 200 Musiker aus 18 Ländern nahmen am zehnten Leopolis Jazz Fest vom 24. bis 28. Juni 2021 teil. Das Festival wurde unter Einhaltung aller Quarantänevorschriften durchgeführt.
Headliner waren 2021: Seal, Chris Botti, Avishai Cohen Trio „Arvoles“, Kamasi Washington, Jazz at Lincoln Center Orchestra with Wynton Marsalis,
Jan Lundgren, Harold López-Nussa, Itamar Borochov, Kathrine Windfeld, Piánoboy. Für die Besucher gab es im Stadtzentrum zwei Bühnen mit freiem Zugang - auf dem Rynok-Platz und im Innenhof des Potocki-Palastes. An den Konzerten nahmen führende europäische Bands und Gruppen aus Österreich, Italien, Spanien, Litauen, Luxemburg, Deutschland, Polen, Türkei, Frankreich, Schweden und der Schweiz teil. Die meisten Aufführungen auf diesen Bühnen wurden traditionell von Botschaften und Instituten unterstützt.
Gewinner des Leopolis Jazz Music Awards 2021 wurde Wynton Marsalis. Während des Festivals in Lwiw fanden traditionell Meisterklassen für Musiker und Zuhörer in der Lwiwer Nationalen Musikakademie „Mykola Lyssenko“ statt.

### 2022–2023
Das Festival wurde aufgrund des Krieges Russlands gegen die Ukraine abgesagt. Das Festivalteam engagiert Musiker zur internationalen Unterstützung der Ukraine:
- für den Internationalen Jazztag 2023 wurde eine Wohltätigkeits-Onlineübertragung des Konzerts der Lars Danielsson Group Liberetto III & INSO-Lviv vom Leopolis Jazz Fest 2018 organisiert;
- an den traditionellen Festivaltagen (dem letzten Wochenende im Juni) im Jahr 2023 – Wohltätigkeits-Onlineübertragungen des Leopolis Jazz Weekend, bei denen jeder über UNITED24 – die offizielle Spendenplattform der Ukraine – spenden kann.